# KNT-CTホールディングス
KNT-CTホールディングス株式会社（ケイエヌティーシーティーホールディングス、英: KNT-CT Holdings Co., Ltd.）は、東京都新宿区に所在する近鉄グループホールディングス傘下の旅行業に係る企業を統括する持株会社（中間持株会社）。大手旅行会社の近畿日本ツーリストやクラブツーリズムなどを擁する。

## 概要
旅行会社の近畿日本ツーリストグループを統括する純粋持株会社で、東京証券取引所スタンダード市場に上場している。創業は1941年10月（設立は1947年5月）で、近畿日本ツーリストの名で1955年から長年にわたり、団体旅行をはじめ、JR券、航空券、船車券の販売から個人旅行のパッケージツアーの販売、さらに企画旅行の通信販売まで行っていた大手の総合旅行会社であった。
近鉄グループの旅行事業再編により、2013年1月1日に旅行事業を新設の子会社に移管し持株会社に移行して社名を現在のものに変更した。その際、近畿日本ツーリストの名は事業譲渡先の子会社に引き継がれたが、旅行業登録（観光庁長官登録旅行業第20号）は返上せず維持している。また、JR指定旅行会社の地位もそのままである。
持株会社に移行してからは連結子会社33社、関連会社2社を擁し、団体旅行事業、個人旅行事業、メディア型旅行事業の3事業を中心にグループの経営管理を行っている。
旅行事業は、メディア型旅行事業はクラブツーリズム株式会社、団体旅行・個人旅行事業は近畿日本ツーリスト株式会社を中心に行われている。
グループの取扱高はJTBに次ぐ業界2位（2016年度）。取扱高は月次で公表している。

## 沿革

### 旅行会社時代
- 1941年（昭和16年）10月 - 関西急行鉄道（現・近鉄グループホールディングス）が全額出資し、大阪に有限会社関急旅行社を創業。
- 1947年（昭和22年）5月 - 株式会社に組織変更し、株式会社近畿交通社を設立。旅行あっ旋業務を開始する。
- 1948年（昭和23年）3月 - 東京に日本ツーリストが開業。
- 1950年（昭和25年） - 日本ツーリスト株式会社が設立される。
- 1954年（昭和29年）10月 - 近畿交通社が近畿日本鉄道国際運輸部（IATA公認代理店）の営業を譲り受け、近畿日本航空観光株式会社に商号変更。
- 1955年（昭和30年）
  - 4月 - 旅行あつ旋業法に基づく、一般旅行あっ旋業者登録（登録第20号）。
  - 9月 - 日本ツーリスト株式会社と近畿日本航空観光株式会社が合併。商号を近畿日本ツーリスト株式会社に変更。（本社は大阪に置いたが、1965年に東京に移転）
- 1975年（昭和50年）7月 - 東証第二部と大証第二部に上場。（その後1977年6月に東証・大証とも第一部に指定替え）
- 2008年（平成20年）1月1日 - 個人向け店頭販売業務を子会社の株式会社ツーリストサービスに事業譲渡。（株式会社ツーリストサービスは株式会社KNTツーリストに商号変更。）
- 2012年（平成24年）9月3日 - 持株会社移行の準備として、子会社「KNT個人株式会社」と「KNT団体株式会社」を設立。

### 持株会社時代
- 2013年（平成25年）1月1日 - 株式交換によってクラブツーリズムとの経営統合を行い、同社を子会社化する。更に団体旅行事業をKNT団体株式会社に譲渡、個人旅行事業をKNT個人株式会社に譲渡し持株会社に移行。同時に商号をKNT-CTホールディングス株式会社に変更。
  - KNT団体株式会社は「近畿日本ツーリスト株式会社」(2代目) に、KNT個人株式会社は「近畿日本ツーリスト個人旅行株式会社」にそれぞれ商号を変更。
  - クラブツーリズムは KNT-CTホールディングスの完全子会社となる。
  - 子会社の株式会社KNTツーリストが近畿日本ツーリスト個人旅行株式会社の完全子会社となり、商号を「近畿日本ツーリスト個人旅行販売株式会社」に変更。
- 2014年（平成26年）10月1日 - 近畿日本ツーリスト個人旅行が近畿日本ツーリスト個人旅行販売を吸収合併[6]。
- 2017年（平成29年）10月1日 - 近畿日本ツーリストと近畿日本ツーリスト個人旅行の中部地方の事業を株式会社近畿日本ツーリスト中部へ、両社の関西地方の事業を株式会社近畿日本ツーリスト関西へ、近畿日本ツーリストの訪日旅行事業を株式会社KNT-CTグローバルトラベルへ、それぞれ会社分割により承継[7]。
- 2018年（平成30年）4月1日 -
  - 近畿日本ツーリストと近畿日本ツーリスト個人旅行の首都圏の事業（一部除く）を株式会社近畿日本ツーリスト首都圏へ、両社の関東地方の事業を株式会社近畿日本ツーリスト関東へ、近畿日本ツーリスト個人旅行のウエブ販売事業を株式会社KNT-CTウエブトラベルへ、それぞれ会社分割により承継。
  - 近畿日本ツーリストは、株式会社近畿日本ツーリストコーポレートビジネスに商号変更。
  - クラブツーリズムが近畿日本ツーリスト個人旅行を吸収合併[8]。
- 2021年（令和3年）
  - 4月1日 - 近畿日本ツーリストコーポレートビジネスがKNT-CTグローバルトラベルを吸収合併[9]。
  - 5月12日 - 2021年3月期末において96億円余りの債務超過となったため、近鉄グループホールディングス及び三菱UFJ銀行（合同会社あかり経由）、三井住友銀行（合同会社まつかぜ経由）へ優先株式を発行し400億円を調達することを発表[10]。
  - 10月1日 - 近畿日本ツーリスト首都圏が、株式会社近畿日本ツーリスト北海道、株式会社近畿日本ツーリスト東北、株式会社近畿日本ツーリスト関東、株式会社近畿日本ツーリスト中部、株式会社近畿日本ツーリスト関西、株式会社近畿日本ツーリスト中国四国、株式会社近畿日本ツーリスト九州、株式会社KNT-CTウエブトラベルを吸収合併して、近畿日本ツーリスト株式会社（3代目）に商号変更[11]。
- 2022年（令和4年）4月4日 - 東京証券取引所スタンダード市場へ移行。
- 2023年（令和5年）4月1日 - 近畿日本ツーリストおよび近畿日本ツーリストコーポレートビジネス間で会社分割（吸収分割）による再編を実施。近畿日本ツーリストコーポレートビジネスは団体旅行部門を近畿日本ツーリストに統合し、個人旅行のWeb販売専門会社として、株式会社近畿日本ツーリストブループラネットに商号を変更。

## 子会社・関連会社
国内旅行会社
- 近畿日本ツーリスト株式会社 - 観光庁長官登録旅行業第2053号（旧:株式会社近畿日本ツーリスト首都圏）
- クラブツーリズム株式会社 - 観光庁長官登録旅行業第1693号
- 株式会社近畿日本ツーリストコーポレートビジネス - 観光庁長官登録旅行業第1944号（旧:KNT団体株式会社→近畿日本ツーリスト株式会社（2代目））
- 株式会社近畿日本ツーリスト沖縄 - 観光庁長官登録旅行業第1107号
- 三喜トラベルサービス株式会社 - 観光庁長官登録旅行業第321号
- 株式会社ユナイテッドツアーズ - 中華民国（台湾）方面の主催旅行を手掛けている。中華人民共和国の旅行商品と同じ会社で扱うことができなかったため設立。 - 観光庁長官登録旅行業第300号

介護事業
- 株式会社クラブツーリズム・ライフケアサービス

宇宙旅行事業
- 株式会社クラブツーリズム・スペースツアーズ

商事・保険
- 株式会社近畿日本ツーリスト商事

労働者派遣・業務受託
- 株式会社ツーリストサービス北海道
- 株式会社ツーリストエキスパーツ
- 株式会社KNTビジネスクリエイト

アシスタンス業務
- ツーリストインターナショナルアシスタンスサービス株式会社 - 国際キャッシュカード関連のサポートなどを担当。

イベント/コンベンション企画
- 株式会社イベントアンドコンベンションハウス

情報処理
- 株式会社NTTデータテラノス - 旧:近畿日本ツーリスト情報システム。KNTのIT関連機器・ソフトウェアの開発・保守を行っている。以前はKNTが100%出資する子会社であったが、2006年10月にKNTよりNTTデータへ51%の株式が譲渡され社名変更が行われている[12]。

国内その他
- 旅の文化研究所 - 1993年創設の研究所。なお、1989年までは「日本観光文化研究所」（初代所長:宮本常一）を主催していた。

海外旅行会社
- KINTETSU INTERNATIONAL EXPRESS (U.S.A), INC.
- KINTETSU INTERNATIONAL EXPRESS (CANADA) INC.
- KINTETSU INTERNATIONAL EXPRESS (OCEANIA) PTY. LTD.
- HOLIDAY TOURS MICRONESIA (GUAM),INC.
- 近畿国際旅行社（中国）有限公司
- KNT (HK) LIMITED
- KNT TRAVEL (THAILAND) CO., LTD.
- 台湾近畿国際旅行社股份有限公司
- 近畿美勝国際旅行社（上海）有限公司

再保険引受業務
- H&M INSURANCE HAWAII, INC.
- GRIFFIN INSURANCE CO., LTD.

### かつて存在した主な子会社
- 近畿日本ツーリスト個人旅行株式会社 - 観光庁長官登録旅行業第1945号（旧・KNT個人株式会社）、2018年にクラブツーリズムに吸収合併
- 近畿日本ツーリスト個人旅行販売株式会社 - 2014年に近畿日本ツーリスト個人旅行に吸収合併
- 株式会社ホテルサンフラワー札幌 - 札幌市にあったホテル。1975年4月開業[13]、2004年にグループ外へ譲渡[14]。ラマダホテル札幌を経てANAホリデイ・イン札幌すすきのとして営業[15]。
- 株式会社ホテルポポロ東京 - 東京・西五反田にあった。1997年4月開業[13]。2004年にグループ外に譲渡し解散[14]。建物はホテルルートイン五反田となった。
- SAIPAN HOTEL CORPORATION - サイパン島にあったホテル子会社。「ハファダイビーチホテル」[13]を運営し、近鉄バファローズのキャンプ地にもなっていた。2004年グループ外へ譲渡[14]。現在の「グランヴィリオリゾート　サイパン」。
- 株式会社近畿日本ツーリスト神奈川（旧・相鉄観光株式会社） - 観光庁長官登録旅行業第149号。2010年12月20日に商号変更。2019年4月に株式会社近畿日本ツーリスト首都圏へ吸収合併。
- 株式会社KNT-CTグローバルトラベル - 訪日旅行事業。2021年に株式会社近畿日本ツーリストコーポレートビジネスへ吸収合併。
- 株式会社近畿日本ツーリスト北海道 - 観光庁長官登録旅行業第1885号。2021年10月に近畿日本ツーリスト首都圏へ吸収合併され、近畿日本ツーリスト（3代目）となる。
- 株式会社近畿日本ツーリスト東北 - 観光庁長官登録旅行業第1925号。2021年10月に近畿日本ツーリスト首都圏へ吸収合併され、近畿日本ツーリスト（3代目）となる。
- 株式会社近畿日本ツーリスト関東 - 観光庁長官登録旅行業第2052号。2021年10月に近畿日本ツーリスト首都圏へ吸収合併され、近畿日本ツーリスト（3代目）となる。
- 株式会社近畿日本ツーリスト中部 - 観光庁長官登録旅行業第2038号。2021年10月に近畿日本ツーリスト首都圏へ吸収合併され、近畿日本ツーリスト（3代目）となる。
- 株式会社近畿日本ツーリスト関西 - 観光庁長官登録旅行業第2039号。2021年10月に近畿日本ツーリスト首都圏へ吸収合併され、近畿日本ツーリスト（3代目）となる。
- 株式会社近畿日本ツーリスト中国四国 - 観光庁長官登録旅行業第1926号。2021年10月に近畿日本ツーリスト首都圏へ吸収合併され、近畿日本ツーリスト（3代目）となる。
- 株式会社近畿日本ツーリスト九州 - 観光庁長官登録旅行業第1886号。2021年10月に近畿日本ツーリスト首都圏へ吸収合併され、近畿日本ツーリスト（3代目）となる。
- 株式会社KNT-CTウエブトラベル - 観光庁長官登録旅行業第2051号。2021年10月に近畿日本ツーリスト首都圏へ吸収合併され、近畿日本ツーリスト（3代目）となる。
- 株式会社昭和トラベラーズクラブ - 佐賀県知事登録旅行業2-55号。2017年12月に解散。